# Sejerø
Sejerø – duńska wyspa położona na Morzu Bałtyckim.

## Krótki opis
Powierzchnia wyspy to 12,5 km², a ludność to 340 mieszkańców (I 2017 r.). Gęstość zaludnienia wynosi 27,2 os./km². Najwyższym wzniesieniem wyspy jest Bybjerg – 26 m n.p.m. Na wyspie znajduje się miejscowość Sejerby.

## Demografia
- Wykres liczby ludności Sejerø na przestrzeni ostatniego stulecia

źródło: Duński Urząd Statystyczny